# Carvalhinho (compositor)
José Prudente de Carvalho, mais conhecido como Carvalhinho (Sergipe, 29 de março de 1913 — Rio de Janeiro, 30 de julho de 1970), foi um compositor brasileiro.

## Biografia
Aos 12 anos, mudou-se com a família para o Rio de Janeiro, onde fundaria, com outros compositores, a SBACEM. A sobrevivência o obrigou a afastar-se do mundo artístico, e nos anos de 1960 mudou-se para Sapucaia e ingressou na ECT.
Quando morreu, aos 57, era conselheiro vitalício da SBACEM. Não resistiu a uma cirurgia. Nesse dia, alguns jornais do Rio estamparam a manchete: Carvalhinho morreu! Madureira chorou!, em referência a um de seus sambas.

## Obra
Canções de sucesso, principalmente sambas e marchas de carnaval, compostas por Carvalhinho.
- Acerte o passo (c/ Hélio Costa)
- Acho-te uma graça (c/ Benedito Lacerda e Haroldo Lobo)
- Advertência (c/ Risadinha e Humberto de Carvalho)
- Amanhã será tarde demais (c/ Risadinha)
- Balacubaco (c/ Paranhos)
- Bebida e mulher (c/ Romeu Gentil)
- Cansei de chorar (c/ Risadinha)
- Casa do sem jeito (c/ Manelão)
- Casamento do papai (c/ Fernando Martins e Marino Pinto)
- Catita
- Cê cê (c/ G. Queiroz e O. Marrins)
- Cenário de luz (c/ Moreira da Silva)
- Choro! (c/ Pereira Matos)
- Coisa louca (c/ Gomes Cardim)
- Com este calor (c/ Rômulo Paes e Bentinho)
- Cossaco
- Culpado foi você (c/ Oswaldinho)
- Deodoro se queimou (c/ Valdir Machado)
- Dona Joaninha (c/ Humberto de Carvalho)
- Dúvida (c/ Mário Rossi)
- É isso que ela quer (c/ Romeu Gentil)
- Em cada sonho… um amor (c/ Humberto Carvalho e Afonso Teixeira)
- Eu não tenho ninguém (c/ Risadinha)
- Há sinceridade nisso? (c/ Manezinho e Dozinho)
- Hei de me vingar (c/ Romeu Gentil)
- Já tenho compromisso (c/ Romeu Gentil)
- Loló (c/ Humberto de Carvalho)
- Madalena vai casar (c/ Paquito e Romeu Gentil)
- Mandinga
- Maxixando (c/ Geraldo Medeiros)
- Meu patuá
- Meu Telefone (c/ Luiz Soberano e Humberto Carvalho)
- Mister Eco (c/ Manezinho Araújo)
- Mulher babada (c/ Manezinho Araújo)
- Não insistas coração (c/ Romeu Gentil)
- Não posso mais (c/ Pereira Matos)
- Não vou trabalhar (c/ Mário Rossi e Bucy Moreira)
- O culpado foi você (c/ Osvaldinho)
- O periquito da madame (c/ Nestor de Holanda e Afonso Teixeira)
- O povo será juiz (c/ Romeu Gentil)
- Os caras feias (c/ Romeu Gentil)
- Papai…boa vida (c/ Max Bulhões)
- Papai chegou (c/ Joel de Almeida)
- Parada do amor (c/ Newton Teixeira)
- Perdoar nunca mais (c/ Romeu Gentil)
- Por causa de uma mulher (c/ Romeu Gentil)
- Prazer em conhecê-la (c/ Romeu Gentil)
- Quando chega fevereiro (c/ Arnô Canegal e W. Silva)
- Quem sabe, sabe (c/ Joel de Almeida)
- Rainha sem rei (c/ Romeu Gentil)
- Raiou a aurora (c/ Milton de Oliveira)
- Rebolado brasileiro (c/ Gustavo Carvalho)
- Recital de amor (c/ Romeu Gentil)
- Samba de Brasília (c/ Geraldo Medeiros)
- Saravá
- Se tocá eu danço (c/ Manezinho e Dozinho)
- Se você quiser voltar (c/ Romeu Gentil e Goulart)
- Sertão do Pará (c/ Ismael Neto e Henrique de Almeida)
- Só vendo (c/ Romeu Gentil)
- Subúrbio da Central (c/ Mário Rossi)
- Tio Sam no choro (c/ Geraldo Medeiros)
- Vai a sua vida (c/ Romeu Gentil)
- Vai ver que é
- Veneno (c/ Newton Teixeira)
- Violinos no baião (c/ Paranhos)
- Vou me acabar (c/ Romeu Gentil)